# بل ویل (جورجیا)
بل ویل، جورجیا (به انگلیسی: Bellville, Georgia) یک شهر در ایالات متحده آمریکا با جمعیت ۱۲۳ نفر است که در جورجیا واقع شده‌است.

## موقعیت جغرافیایی
موقعیت جغرافیایی شهرها و مناطق اطراف به شرح زیر است: